# چوما (مجارستان)
چوما (به مجاری:  Csoma) یک منطقهٔ مسکونی در مجارستان است که در ناحیه کاپوشوار واقع شده‌است. چوما ۸٫۴۳ کیلومتر مربع مساحت و ۴۱۵ نفر جمعیت دارد.